# Amy Frazier
Amy Frazier es una jugadora de tenis profesional estadounidense, nacida el 19 de septiembre de 1972 en San Luis, Misuri, Estados Unidos. 

## Títulos WTA (12; 8+4)
| Leyenda               |
| Grand Slam (0)        |
| WTA Championships (0) |
| Tier I (0)            |
| WTA Tour (12)         |

### Individuales

#### Ganados
| No. | Fecha                  | Torneo                   | Superficie    | Oponente in la final | Resultado   |
| 1.  | 26 de febrero de 1989  | Wichita                  | Dura          | Barbara Potter       | 4–6 6–4 6–0 |
| 2.  | 5 de febrero de 1990   | Oklahoma City            | Dura          | Manon Bollegraf      | 6–4 6–2     |
| 3.  | 24 de mayo de 1992     | Abierto de Europa        | Tierra batida | Radka Zrubakova      | 4–6 6–4 7–5 |
| 4.  | 14 de agosto de 1994   | Los Ángeles              | Dura          | Ann Wunderlich       | 6–1 6–3     |
| 5.  | 16 de abril de 1995    | Tokio (Abierto de Japón) | Dura          | Kimiko Date          | 7–6 7–5     |
| 6.  | 18 de abril de 1999    | Tokio (Abierto de Japón) | Dura          | Ai Sugiyama          | 6–2 6–2     |
| 7.  | 16 de enero de 2004    | Hobart                   | Dura          | Shinobu Asagoe       | 6–3 6–3     |
| 8.  | 6 de noviembre de 2005 | Quebec                   | Dura          | Sofia Arvidsson      | 6–1 7–5     |

#### Finalista
- 1990: Tokio [Nichirei] (pierde contra Mary Joe Fernández)
- 1994: Tokio [Abierto de Japón] (pierde contra Kimiko Date)
- 1994: Tokio [Nichirei] (pierde contra Arantxa Sánchez Vicario)
- 1996: Tokio [Abierto de Japón] (pierde contra Kimiko Date)
- 1997: Tokio [Abierto de Japón] (pierde contra Ai Sugiyama)
- 2000: Tokio [Abierto de Japón] (pierde contra Julie Halard-Decugis)
- 2003: Hobart (pierde contra Alicia Molik)

### Dobles

#### Ganados
| No. | fecha                  | Torneo            | Superficie    | Pareja           | Oponentes en la final                     | Resultado      |
| 1.  | 14 de abril de 1990    | Suntory           | Dura          | Maya Kidowaki    | Akiko Kijimuta Yone Kamio                 | 6-2 6-4        |
| 2.  | 12 de abril de 1992    | Suntory           | Dura          | Rika Hiraki      | Kimiko Date Stephanie Rehe                | 5-7 7-6(5) 6-0 |
| 3.  | 24 de mayo de 1992     | Abierto de Europa | Tierra batida | Elna Reinach     | Karina Habsudova Marianne Werdel Witmeyer | 7-5 6-2        |
| 4.  | 7 de noviembre de 1999 | Quebec            | Dura          | Katie Schlukebir | Cara Black Debbie Graham                  | 6-2 6-3        |

#### Finalista
- 1990: Puerto Rico (junto a Julie Richardson pierden contra Elena Bryukhovets y Natalia Medvédeva)
- 1993: Chicago (junto a Kimberly Po pierden contra Katrina Adams y Zina Garrison)
- 1994: Tokio [Nichirei] (junto a Rika Hiraki pierden contra Julie Halard-Decugis y Arantxa Sánchez Vicario)
- 1996: Tokio [Abierto de Japón] (junto a Kimberly Po pierden contra Kimiko Date y Ai Sugiyama)
- 1996: Los Ángeles (junto a Kimberly Po pierden contra Lindsay Davenport y Natasha Zvereva)
- 1996: Quebéc (junto a Kimberly Po pierden contra Debbie Graham y Brenda Schultz-Mccarthy)
- 1997: San Diego (junto a Kimberly Po pierden contra Martina Hingis y Arantxa Sánchez Vicario)
- 1998: Tokio [Abierto de Japón] (junto a Rika Hiraki pierden contra Naoko Kijimuta y Nana Miyagi)
- 2000: Stanford (junto a Cara Black pierden contra Chanda Rubin y Sandrine Testud)